# 홍수 조절

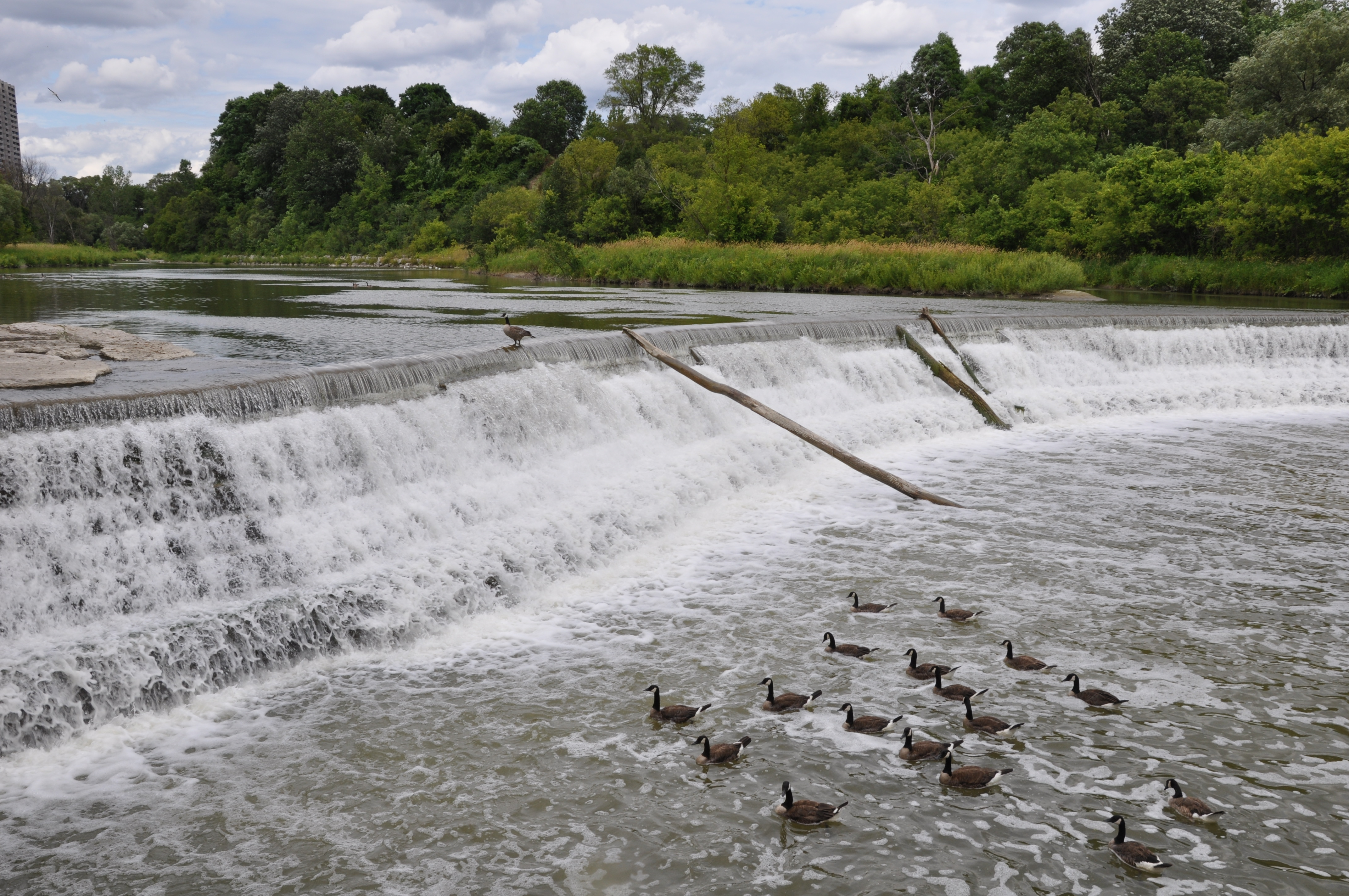
미국 온타리오주에 위치한 험버강에는 홍수의 재발을 막기 위해 보를 만들었다.

홍수 조절, 홍수 통제, 홍수 완화 방법은 홍수로 인한 해로운 영향을 줄이거나 예방하는 데 사용된다. 홍수는 상류의 극심한 날씨와 수역 및 유출수에 대한 인간의 변화와 같은 자연적 과정이 혼합되어 발생할 수 있다. 홍수 조절 방법에는 구조적 유형과 비구조적 유형이 있다. 구조적 방법은 홍수를 물리적으로 저지하는 반면, 비구조적 방법은 그렇지 않다. 홍수 예방을 위해 홍수 방지벽 등 견고한 인프라를 구축하는 것이 홍수 관리에 효과적이다. 그러나 조경 공학의 모범 사례는 물 증가를 처리하기 위해 소프트 인프라와 습지 및 범람원과 같은 자연 시스템에 점점 더 의존하고 있다.
해안 홍수를 예방하거나 관리하기 위해 해안 관리 관행은 조수와 같은 자연 과정뿐만 아니라 기후 변화로 인한 해수면 상승도 처리해야 한다. 홍수 조절은 기후변화 적응과 기후 회복력의 중요한 부분이다.
홍수 조절은 환경 공학의 일부이다. 이는 홍수를 완전히 예방하려는 노력보다는 홍수벽과 수문을 사용하여 홍수 유출의 방향을 바꾸는 등 홍수 물 이동 관리를 포함한다. 또한 대피 및 홍수 방지 시설과 같은 조치를 통해 사람을 관리하는 것도 포함된다. 홍수 예방 및 완화는 개별 자산, 소규모 공동체, 마을 전체 또는 도시의 세 가지 수준에서 연구할 수 있다.

## 같이 보기
- 재난위기경감
- 연안 관리
- 보 (수리 시설)